# Andrea Bovo
Andrea Bovo (Mestre, 14 maggio 1986) è un allenatore di calcio ed ex calciatore italiano, di ruolo centrocampista.

## Biografia
Il 26 giugno 2011 ha sposato Marianna Criscuolo.

## Carriera

### Club
Ha iniziato la propria carriera al Venezia in Serie B. Dopo aver debuttato in prima squadra nella seconda parte della stagione 2003-2004, è passato al Palermo che ne ha acquistato la compartecipazione, restando in prestito al Venezia. Dopo il fallimento del Venezia il suo cartellino è rimasto di proprietà del Palermo, che negli anni successivi lo prestò a Salernitana e Bari.
Nel gennaio 2007 è stato nuovamente ceduto in prestito, questa volta al Padova in Serie C1, squadra in cui si è rapidamente ritagliato spazio come titolare. Nell'estate 2007 il Padova ha deciso di acquistare la compartecipazione di Bovo, per poi rilevarne completamente il cartellino l'anno successivo inserendo nella busta l'offerta più alta.
Nella stagione 2010-2011 raggiunge con il Padova la finale dei play-off della Serie B, persi contro il Novara.
Il 27 giugno 2012, dopo la scadenza del contratto, lascia la società veneta e si accorda con lo Spezia neopromosso in Serie B. Con la maglia numero 8, segna il primo gol con la maglia dello Spezia l'8 ottobre ai danni del Livorno.
Il 31 gennaio 2014, ultimo giorno della sessione invernale del calciomercato, passa a titolo definitivo al Pescara, in Serie B.
Dopo essersi svincolato a luglio 2014, il 9 ottobre viene acquistato dalla Salernitana in Lega Pro firmando un contratto annuale con opzione di rinnovo in caso di promozione. Promozione che arriva il 25 aprile 2015 nella partita giocata all'Arechi contro il Barletta vinta dai granata per 3 ad 1. Il 3 luglio 2015 rinnova il suo contratto con la Salernitana.
Il 4 agosto 2016 viene ceduto alla Reggiana.
Ad agosto 2018, si trasferisce alla Viterbese Castrense.
Il 31 gennaio 2019 firma per il L.R. Vicenza. Il 24 luglio 2019 passa alla Virtus Francavilla.
Il 5 Ottobre 2020, ultimo giorno di calciomercato dopo il COVID, passa alla Juve Stabia.
Nel settembre 2021 passa alla Nocerina.

### Nazionale
Bovo conta presenze in tutte le Nazionali giovanili dell'Italia, a partire dall'Under-16 fino all'Under-20.

## Statistiche

### Presenze e reti nei club
| Stagione           | Squadra             | Campionato         | Campionato | Campionato | Coppe nazionali | Coppe nazionali | Coppe nazionali | Coppe europee | Coppe europee | Coppe europee | Altre coppe | Altre coppe | Altre coppe | Totale | Totale |
| Stagione           | Squadra             | Camp               | Pres       | Reti       | Camp            | Pres            | Reti            | Camp          | Pres          | Reti          | Camp        | Pres        | Reti        | Pres   | Reti   |
| ------------------ | ------------------- | ------------------ | ---------- | ---------- | --------------- | --------------- | --------------- | ------------- | ------------- | ------------- | ----------- | ----------- | ----------- | ------ | ------ |
| 2003-2004          | Venezia             | B                  | 3          | 0          | CI              | 0               | 0               | -             | -             | -             | -           | -           | -           | 3      | 0      |
| 2004-2005          | Venezia             | B                  | 11         | 0          | CI              | 3               | 0               | -             | -             | -             | -           | -           | -           | 14     | 0      |
| Totale Venezia     | Totale Venezia      | Totale Venezia     | 14         | 0          |                 | 3               | 0               |               | -             | -             |             | -           | -           | 17     | 0      |
| 2005-2006          | Salernitana         | 1D                 | 22+1       | 1+0        | CI              | 0               | 0               | -             | -             | -             | -           | -           | -           | 23     | 1      |
| 2006-gen. 2007     | Bari                | B                  | 1          | 0          | CI              | 0               | 0               | -             | -             | -             | -           | -           | -           | 1      | 0      |
| gen.- giu. 2007    | Padova              | 1D                 | 15         | 0          | CI              | 0               | 0               | -             | -             | -             | -           | -           | -           | 15     | 0      |
| 2007-2008          | Padova              | 1D                 | 31         | 1          | CI              | 0               | 0               | -             | -             | -             | -           | -           | -           | 31     | 1      |
| 2008-2009          | Padova              | 1D                 | 29+4       | 2+0        | CI+CI-LP        | 1+0             | 0               | -             | -             | -             | -           | -           | -           | 34     | 2      |
| 2009-2010          | Padova              | B                  | 39+2       | 2+0        | CI              | 1               | 0               | -             | -             | -             | -           | -           | -           | 42     | 2      |
| 2010-2011          | Padova              | B                  | 39+4       | 2+0        | CI              | 1               | 0               | -             | -             | -             | -           | -           | -           | 44     | 2      |
| 2011-2012          | Padova              | B                  | 33         | 4          | CI              | 1               | 0               | -             | -             | -             | -           | -           | -           | 34     | 4      |
| Totale Padova      | Totale Padova       | Totale Padova      | 186+10     | 11         |                 | 4               | 0               |               | -             | -             |             | -           | -           | 200    | 11     |
| 2012-2013          | Spezia              | B                  | 37         | 1          | CI              | 2               | 0               | -             | -             | -             | -           | -           | -           | 39     | 1      |
| 2013-gen. 2014     | Spezia              | B                  | 19         | 2          | CI              | 4               | 0               | -             | -             | -             | -           | -           | -           | 23     | 2      |
| Totale Spezia      | Totale Spezia       | Totale Spezia      | 56         | 3          |                 | 6               | 0               |               | -             | -             |             | -           | -           | 62     | 3      |
| gen.-giu. 2014     | Pescara             | B                  | 12         | 0          | CI              | 0               | 0               | -             | -             | -             | -           | -           | -           | 12     | 0      |
| ott. 2014-2015     | Salernitana         | LP                 | 27         | 1          | CI+CI-LP        | 0               | 0               | -             | -             | -             | S-LP        | 2           | 0           | 29     | 1      |
| 2015-2016          | Salernitana         | B                  | 23         | 1          | CI              | 3               | 2               | -             | -             | -             | -           | -           | -           | 26     | 3      |
| Totale Salernitana | Totale Salernitana  | Totale Salernitana | 72+1       | 3          |                 | 3               | 2               |               | -             | -             |             | 2           | 0           | 78     | 5      |
| 2016-2017          | Reggiana            | LP                 | 35+5       | 2+1        | CI+CI-LP        | 1+0             | 0               | -             | -             | -             | -           | -           | -           | 41     | 3      |
| 2017-2018          | Reggiana            | C                  | 32+3       | 2+0        | CI+CI-C         | 2+0             | 0               | -             | -             | -             | -           | -           | -           | 37     | 2      |
| Totale Reggiana    | Totale Reggiana     | Totale Reggiana    | 67+8       | 4+1        |                 | 3               | 0               |               | -             | -             |             | -           | -           | 78     | 5      |
| 2018- gen. 2019    | Viterbese Castrense | C                  | 7          | 0          | CI-C            | 0               | 0               | -             | -             | -             | -           | -           | -           | 7      | 0      |
| gen.-giu. 2019     | LR Vicenza          | C                  | 13         | 1          | CI-C            | 4               | 0               | -             | -             | -             | -           | -           | -           | 17     | 0      |
| 2019-gen. 2020     | Virtus Francavilla  | C                  | 19         | 1          | CI+CI-C         | 2+1             | 0               | -             | -             | -             | -           | -           | -           | 22     | 1      |
| gen.-giu. 2020     | Siena               | C                  | 3          | 0          | CI-C            | 0               | 0               | -             | -             | -             | -           | -           | -           | 3      | 0      |
| 2020-2021          | Juve Stabia         | C                  | 19+1       | 0          | CI              | 0               | 0               | -             | -             | -             | -           | -           | -           | 3      | 0      |
| 2021-2022          | Nocerina            | D                  | 26         | 1          | CI-D            | 0               | 0               | -             | -             | -             | -           | -           | -           | 26     | 1      |
| Totale carriera    | Totale carriera     | Totale carriera    | 495+20     | 24+1       |                 | 26              | 2               |               | -             | -             |             | 2           | 0           | 543    | 27     |

## Palmarès

### Club

#### Competizioni nazionali
- Campionato italiano Lega Pro: 1

Salernitana: 2014-2015 (Girone C)